# For the Boys (саундтрек)
For the Boys — саундтрек-альбом к фильму «Для наших ребят», выпущенный в 1991 году на лейбле Atlantic Records.

## Список композиций
| №   | Название                                 | Исполнители               | Длительность |
| --- | ---------------------------------------- | ------------------------- | ------------ |
| 1.  | «Billy-A-Dick»                           | Бетт Мидлер               | 1:35         |
| 2.  | «Stuff Like That There»                  | Бетт Мидлер               | 2:50         |
| 3.  | «P.S. I Love You»                        | Бетт Мидлер               | 3:33         |
| 4.  | «The Girlfriend of the Whirling Dervish» | Бетт Мидлер и Джеймс Каан | 1:16         |
| 5.  | «I Remember You» / «Dixie’s Dream»       | Бетт Мидлер и Джеймс Каан | 2:21         |
| 6.  | «Baby, It’s Cold Outside»                | Бетт Мидлер и Джеймс Каан | 1:29         |
| 7.  | «Dreamland»                              | Бетт Мидлер               | 3:16         |
| 8.  | «Vickie and Mr. Valves»                  | Бетт Мидлер и Джеймс Каан | 2:29         |
| 9.  | «For All We Know»                        | Бетт Мидлер               | 4:00         |
| 10. | «Come Rain or Come Shine»                | Бетт Мидлер               | 3:30         |
| 11. | «In My Life»                             | Бетт Мидлер               | 3:26         |
| 12. | «I Remember You»                         | Бетт Мидлер               | 3:34         |
| 13. | «Every Road Leads Back to You»           | Бетт Мидлер               | 3:47         |

## Чарты
| Чарт (1991)                      | Пиковая позиция |
| -------------------------------- | --------------- |
| Австралия (ARIA)                 | 44              |
| Австрия (Ö3 Austria)             | 34              |
| Канада (RPM Top Albums/CDs)      | 28              |
| Япония (Oricon)                  | 52              |
| Великобритания (UK Albums Chart) | 75              |
| США (Billboard 200)              | 22              |

## Продажи и сертификации
| Регион | Сертификация | Продажи  |
| --- | ------------ | -------- |
| Канада (Music Canada) | Золотой      | 50 000^  |
| США (RIAA) | Золотой      | 500 000^ |
| * Данные о продажах приведены только на основе сертификации. ^ Данные о тиражах приведены только на основе сертификации. |              |          |